# Линия k-ch

Изоглоссы в алеманнском диалектном пространстве

Линия k-ch (нем. k/ch-Linie) — изоглосса немецкоязычного языкового пространства, одна из важнейших линий алеманнского диалектного пространства. Севернее линии принято употребление германского взрывного k [k] в начальной позиции (Kopf, Kirch) и после l и r (stark, mälke). Глухой велярный спирант ch [x] в тех же случаях употребляется южнее линии (Chopf, Chilche, starch, mälche). Диалекты Кура и Базеля — единственные диалекты, находящиеся за линией и не принимающие ch.
Линия проходит клинообразно, начинаясь в эльзасском Зундгау, проходя на северо-восток и достигая своей высшей точки у верхнебаденского Опфингена (Фрайбург в Брайсгау). Сразу после этого она поворачивает на юго-восток и идёт в направлении Боденского озера близ Радольфцелля. За озером линия проходит вдоль Рейна, разделяя Швейцарию, с одной стороны, Форарльберг и Лихтенштейн — с другой.
Впервые линия была зафиксирована таким образом в 1887 году в Немецком языковом атласе. Позже, однако, в Верхнем Бадене линия стала смещаться на юг, уступая верхненемецкой норме.